# Temptation Island (sesta edizione)
La sesta edizione del reality show Temptation Island è andata in onda in prima serata su Canale 5 dal 9 luglio al 1º agosto 2018 per cinque puntate con la conduzione di Filippo Bisciglia. Le prime quattro puntate sono andate in onda di lunedì, mentre la quinta ed ultima puntata di mercoledì. Dopo le cinque puntate lunedì 6 agosto 2018 è andata in onda una puntata speciale intitolata Il viaggio nei sentimenti.
Le sei coppie in gara hanno alloggiato con i Tentatori/Tentatrici per 21 giorni al resort Is Morus Relais a Santa Margherita di Pula, in provincia di Cagliari.
All'inizio del programma, ogni eventuale membro delle coppie ha dovuto dare o meno al rispettivo partner e ad uno dei tentatori/tentatrici un braccialetto, tramite il quale era vietato un appuntamento fuori dal villaggio tra i due, inoltre, uno dei tentatori/tentatrici potevano mettere una ghirlanda al fidanzato al quale era interessato, in più, poteva sedersi su delle sedie per poter conoscere uno dei fidanzati/fidanzate. Dal settimo giorno i braccialetti hanno perso valore e, quindi, tentatori e fidanzati (prima vincolati dal braccialetto) hanno potuto avere un appuntamento fuori dal villaggio.

## Le coppie
Le coppie che partecipano sono:
     La coppia ha deciso di uscire insieme / La coppia è ancora insieme.
     La coppia ha deciso di uscire separati / La coppia si separa dopo il programma.
     La coppia è stata espulsa.
     Il fidanzato / la fidanzata richiede il falò di confronto immediato e anticipato
     La coppia partecipa al falò di confronto finale al termine dei 21 giorni.
| Coppia | Coppia                   | Relazione                   | Decisione al Falò di confronto | Decisione al Falò di confronto straordinario | Dopo Temptation Island | Note    |
| n°     | Partecipanti             | Relazione                   | Decisione al Falò di confronto | Decisione al Falò di confronto straordinario | Dopo Temptation Island | Note    |
| ------ | ------------------------ | --------------------------- | ------------------------------ | -------------------------------------------- | ---------------------- | ------- |
| 1      | Valentina De Biasi       | fidanzati da 10 anni        | Separati                       | Insieme                                      | Insieme                | [ N 1 ] |
| 1      | Oronzo Carinola          | fidanzati da 10 anni        | Separati                       | Insieme                                      | Insieme                | [ N 1 ] |
| 2      | Giada Giovanelli         | fidanzati da 9 anni         | Insieme                        | Non partecipanti                             | Insieme                | N.D.    |
| 2      | Francesco Branco         | fidanzati da 9 anni         | Insieme                        | Non partecipanti                             | Insieme                | N.D.    |
| 3      | Ida Platano              | fidanzati da 7 mesi         | Insieme                        | Non partecipanti                             | Separati               | [ N 2 ] |
| 3      | Riccardo Maria Guarnieri | fidanzati da 7 mesi         | Insieme                        | Non partecipanti                             | Separati               | [ N 2 ] |
| 4      | Martina Sebastiani       | fidanzati da 5 anni         | Separati                       | Non partecipanti                             | Separati               | N.D.    |
| 4      | Giampaolo Quarta         | fidanzati da 5 anni         | Separati                       | Non partecipanti                             | Separati               | N.D.    |
| 5      | Raffaela Giudice         | fidanzati da 7 anni         | Insieme                        | Non partecipanti                             | Insieme                | [ N 3 ] |
| 5      | Andrea Celentano         | fidanzati da 7 anni         | Insieme                        | Non partecipanti                             | Insieme                | [ N 3 ] |
| 6      | Lara Rosie Zorzetto      | fidanzati da 2 anni e mezzo | Separati                       | Non partecipanti                             | Separati               | N.D.    |
| 6      | Michael De Giorgio       | fidanzati da 2 anni e mezzo | Separati                       | Non partecipanti                             | Separati               | N.D.    |

## Tentatrici
Le tentatrici che hanno partecipato a questa edizione sono 11:
| Tentatrici        | Professione      | Nazionalità |
| ----------------- | ---------------- | ----------- |
| Afef Sommùr       | Modella          | Marocco     |
| Carolina Schiavi  | Modella          | Italia      |
| Emanuela Bosio    | Pallavolista     | Italia      |
| Federica Vesce    | Modella          | Italia      |
| Margherita Badami | Modella          | Italia      |
| Nikita Pelizon    | Modella, attrice | Italia      |
| Rita Cardinale    | Modella          | Italia      |
| Stefanì Nobile    | Modella          | Italia      |
| Teresa Langella   | Cantante         | Italia      |
| Valentina Lenzo   | Modella          | Italia      |
| Vanessa D'Angeli  | Modella          | Italia      |

## Tentatori
Le tentatori che hanno partecipato a questa edizione sono 12:
| Tentatore           | Professione        | Nazionalità |
| ------------------- | ------------------ | ----------- |
| Andrea Dal Corso    | Modello            | Italia      |
| Antonio Moriconi    | Insegnante di sci  | Italia      |
| Davide Evangelisti  | Modello            | Italia      |
| Davide Matteini     | Calciatore         | Italia      |
| Gianmarco Onestini  | Modello            | Italia      |
| Giovanni Longobardi | Calciatore         | Italia      |
| Giuseppe Santamaria | Mangiafuoco        | Italia      |
| Luca Daffrè         | Modello            | Italia      |
| Luca Petris         | Modello            | Italia      |
| Manuel Galiano      | Calciatore, Rapper | Italia      |
| Marco Di Micco      | Barman             | Italia      |
| Michael Terlizzi    | Modello            | Italia      |

## Ascolti
| Puntata                   | Messa in onda  | Telespettatori | Share  | Fonte | Ospiti        |
| ------------------------- | -------------- | -------------- | ------ | ----- | ------------- |
| 1                         | 9 luglio 2018  | 3 750 000      | 21,24% | [ 1 ] | –             |
| 2                         | 16 luglio 2018 | 3 885 000      | 21,46% | [ 2 ] | Gemma Galgani |
| 3                         | 23 luglio 2018 | 3 981 000      | 22,51% | [ 3 ] | –             |
| 4                         | 30 luglio 2018 | 3 737 000      | 22,39% | [ 4 ] | –             |
| 5                         | 1º agosto 2018 | 4 016 000      | 25,53% | [ 5 ] | –             |
| Media                     | Media          | 3 874 000      | 22,63% |       |               |
| Il viaggio nei sentimenti | 6 agosto 2018  | 2 395 000      | 16,44% | [ 6 ] | –             |